# Уилсон (лунный кратер)
Кратер Уилсон (лат. Wilson) — крупный древний ударный кратер в южной приполярной области видимой стороны Луны. Название присвоено в честь шотландского астронома Александра Вильсона (1714—1786); шотландского физика Чарлза Вильсона (1869—1959); американского астронома Ральфа Элмера Вильсона (1886—1960) и утверждено Международным астрономическим союзом в 1935 г. Образование кратера относится к донектарскому периоду.

## Описание кратера
Ближайшими соседями кратера Уилсон являются кратер Байи на западе; кратер Кирхер на северо-западе; кратер Клапрот на востоке и кратер Казати на юго-востоке. Селенографические координаты центра кратера 69°20′ ю. ш. 42°50′ з. д. / 69,33° ю. ш. 42,83° з. д., диаметр 66,6 км, глубина 4430 м.

Кратер Уилсон имеет полигональную форму и значительно разрушен.  Вал сглажен, перекрыт множеством кратеров различного размера и фактически превратился в нерегулярную возвышенность окружающую чашу кратера. Дно чаши, ровное, отмечено множеством мелких кратеров, в юго-восточной части чаши расположен приметный чашеобразный кратер. На западе-юго-западе от кратера пролегает цепочка кратеров. 

## Сателлитные кратеры
| Уилсон | Координаты                                            | Диаметр, км |
| ------ | ----------------------------------------------------- | ----------- |
| A      | 71°14′ ю. ш. 53°47′ з. д. / 71,24° ю. ш. 53,78° з. д. | 15,4        |
| C      | 71°58′ ю. ш. 45°23′ з. д. / 71,96° ю. ш. 45,38° з. д. | 25,5        |
| E      | 72°32′ ю. ш. 55°21′ з. д. / 72,54° ю. ш. 55,35° з. д. | 24,3        |
| F      | 70°28′ ю. ш. 39°35′ з. д. / 70,46° ю. ш. 39,59° з. д. | 13,2        |

## См.также
- Список кратеров на Луне
- Лунный кратер
- Морфологический каталог кратеров Луны
- Планетная номенклатура
- Селенография
- Минералогия Луны
- Геология Луны
- Поздняя тяжёлая бомбардировка